# White Hill (Antarktika)
Der White Hill (englisch für Weißer Hügel; chinesisch 六盤山地 Liupan Shandi) ist ein 105 m hoher und markanter Hügel an der Ingrid-Christensen-Küste des ostantarktischen Prinzessin-Elisabeth-Landes. Er ragt auf der Halbinsel Stornes in den Larsemann Hills auf.
Wissenschaftler einer von 1986 bis 1987 durchgeführten Kampagne der Australian National Antarctic Research Expeditions benannten ihn deskriptiv nach den hier gefundenen weißen Quarzablagerungen.